# 前田利家
前田 利家（まえだ としいえ）は、戦国時代から安土桃山時代にかけての武将・大名。加賀藩主・前田氏の祖。豊臣政権の五大老の一人。俗に「加賀百万石の祖」とも称される。

## 略歴
尾張国海東郡荒子村（現・名古屋市中川区荒子）の荒子城主前田利春（利昌とも）の四男。はじめ小姓として14歳のころに織田信長に仕え、青年時代は赤母衣衆として従軍し、槍の名手であったため「槍の又左」の異名を持った。その後柴田勝家の与力として、北陸方面部隊の一員として各地を転戦し、能登一国23万石を拝領し大名となる。
信長が本能寺の変により明智光秀に討たれると、はじめ柴田勝家に付くが、後に羽柴秀吉に臣従した。以後、豊臣家の宿老として秀吉の天下平定事業に従軍し、加賀国・越中国を与えられ加賀藩百万石の礎を築く。また、豊臣政権五大老に列せられ、豊臣秀頼の傅役（後見人）を任じられる。秀吉の死後、対立が顕在化する武断派と文治派の争いに仲裁役として働き、覇権奪取のため横行する徳川家康の牽制に尽力するが、秀吉の死の8ヶ月後に病死した。

## 生涯

### 仕官・小姓時代

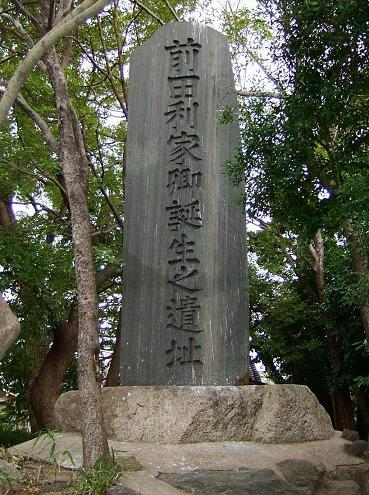
富士大権現天満天神宮（荒子城跡）にある前田利家誕生碑（名古屋市中川区荒子）

天文7年（1539年）12月25日、前田利春の四男として尾張国愛智郡荒子で生まれる。幼名は犬千代。荒子前田家は利仁流藤原氏の一族とも菅原氏の一族ともいわれるが、確かなものではない。当時の領地は2,000貫だった（利家記）。
生年に関しては、これまでは『松雲公御考記』などの前田家側の記録から天文7年12月（1539年1月）説が有力だったが、近年では、秀吉が没した時に利家が「耳塞ぎ餅」を行ったとする伝えをもとに秀吉と同年とする天文5年（1536年）を生年とする説や、これを訂正した天文6年（1537年）を生年とする説が提示されている。
はじめ前田氏は、織田家筆頭家老・林秀貞の与力だった（『信長公記』・『加賀藩史稿』）。天文20年（1551年）1月、織田信長に仕える。同年、元服して孫四郎利家と名乗った。若い頃の利家は、短気で喧嘩早く、派手な格好をしたかぶき者であった。
天文21年（1552年）、尾張下四郡を支配する織田大和守家（清洲織田氏）の清洲城主・織田信友と信長の間に起こった萱津の戦いで初陣し、首級ひとつを挙げる功を立てる（村井重頼覚書）。

### 赤母衣衆

前田利家騎馬像（荒子駅）

青年時代の利家は血気盛んで槍の又左衞門、槍の又左などの異名をもって呼ばれていた。
弘治2年（1556年）8月24日、信長と、その弟・信行による織田家の家督争いである稲生の戦いでは、敵将・宮井勘兵衛恒忠が放った矢が右目下に当たったものの、これを討ち取った。
永禄元年（1558年）、通称を又左衛門と改めた。同年、尾張上四郡を支配していた守護代岩倉城主・織田信安（岩倉織田氏）の息子・織田信賢との争いである浮野の戦いにも従軍し功積を挙げた。前述の異名で呼ばれ始めたのも、この戦いの頃からという。また、この戦いの後、永禄初年ごろに新設された赤と黒の母衣衆（ほろしゅう：信長の親衛隊的存在の直属精鋭部隊）の赤母衣衆の筆頭に抜擢され、多くの与力を添えられた上に、100貫の加増を受ける。同年、従妹であるまつ（芳春院）を室に迎えて、すぐに長女・幸を儲ける。
永禄2年（1559年）、利家は信長の寵愛を受けた同朋衆の拾阿弥と諍いを起こし、拾阿弥を斬殺したまま出奔した。この事件は俗に、「笄（こうがい）斬り」と呼ばれている。当初、この罪での成敗は避けられなかったが、柴田勝家や森可成らの信長への取り成しにより、出仕停止処分に減罰され、浪人暮らしをする。この間、熱田神宮社家松岡家の庇護を受ける。
永禄3年（1560年）、利家は出仕停止を受けていたのにも関わらず、信長に無断で桶狭間の戦いに参加して朝の合戦で首一つ、本戦で二つの計三つの首を挙げる功を立てるも、帰参は許されなかった。
永禄4年（1561年）、利家は森部の戦いでも無断参戦する。ここで斎藤家重臣・日比野清実の家来で、「頸取足立」の異名を持つ足立六兵衛なる怪力の豪傑を討ち取る功績を挙げた。この時、足立以外にも首級1つを挙げている。2つの首級を持参して信長の面前に出ると、今回は戦功が認められ、信長から300貫が加増されて450貫文となり、ようやく帰参を許された（『信長公記』）。
利家の浪人中に父・利春は死去し、前田家の家督は長兄・利久が継いでいたが、永禄12年（1569年）に信長から突如、兄に代わって前田家の家督を継ぐように命じられる。理由は利久に実子がなく（養子は利益が居た）、病弱のため「武者道少御無沙汰」の状態にあったからだという（『村井重頼覚書』）。
以後の利家は、信長が推進する統一事業に従い、緒戦に参加する。元亀元年（1570年）4月には浅井氏・朝倉氏との金ヶ崎の戦いでは撤退する信長の警護を担当し、6月の姉川の戦いでは浅井助七郎なる者を討ち取る功績を上げる。同年9月には石山本願寺との間に起こった春日井堤の戦いで春日井堤を退却する味方の中でひとり踏みとどまって敵を倒す功績を上げる。天正元年（1573年）8月の一乗谷城の戦い、同2年（1574年）7月の長島一向一揆、同3年（1575年）5月の長篠の戦いなどでは佐々成政・野々村正成・福富秀勝・塙直政らと共に鉄砲奉行としての参戦が確認されている。

### 北陸方面軍の一員
天正2年（1574年）には柴田勝家の与力となり、越前一向一揆の鎮圧に従事した。この際の苛烈な一向一揆の弾圧については、小丸城から出土した瓦に刻まれた「前田又左衛門どのが捕らえた一向宗千人ばかりをはりつけ、釜茹でに処した」などの記録などによって伺うことができる。一揆から生き残り、まもなく行われた小丸城の普請に参加した人夫によるものと考えられており、1932年に小丸城二の丸から出土したものである（現在は武生越前の里郷土資料館所蔵）。
天正3年（1575年）8月、越前一向一揆は平定された。同年9月23日、越前国府中で3万3000石を与えられた。佐々成政・不破光治と共に「府中三人衆」と呼ばれるようになる。越前国平定後は、勝家与力として成政らと共に上杉軍と戦うなど北陸地方の平定に従事する。この他に、摂津国高槻城討伐、伊丹城、播磨国、因幡国鳥取城にも出陣した。

### 能登国主
天正9年（1581年）3月、信長の命により、菅谷長頼らともに能登国を治める。同年8月17日、能登一国を与えられた。利家は七尾城に入った。旧加賀藩領（石川県・富山県）では、この時点で「加賀藩」が成立したと解釈され、利家は初代藩主とされている（しかし、近年では徳川氏へ従属した利長を「初代加賀藩主」とする解釈もなされている）。
翌年、難攻不落ながら港湾部の町から離れた七尾城を廃城、港を臨む小山を縄張りして小丸山城を築城した。

### 賤ヶ岳の戦い - 加賀国半国加増
天正10年（1582年）6月の本能寺の変で信長が家臣の明智光秀により討たれた時、利家は柴田勝家に従い、上杉景勝軍の籠る越中魚津城を攻略中であり、山崎の戦いに加わることができなかった。
主の敵明智光秀を討伐せんとする柴田勝家から出馬を催促されたが、利家は領内の動きに不安を感じて辞退し、かえって能登への加勢を勝家に求めている。6月26日、石動山の戦い。利家の石動山焼き討ちは、主信長の比叡山焼き討ちに似ているといわれるが、数百人の法印はおろか児童子まで撫で切りにしたとか、千六十の首を山門の左右に掛けて並べたとか、という陰惨さは、越前一向一揆討滅で利家が捕虜を釜ゆでにして煮殺したことを連想させる。これにより、利家の能登支配は強固なものとなった。
信長の死亡後まもない6月27日、織田家の後継人事等を決定する清洲会議において、羽柴秀吉と柴田勝家が対立すると、利家は勝家の与力であったことから（若きころよりの親交、地理的な問題ともされるが真偽は不明）そのまま勝家に与することになるが、かねてから旧交があった秀吉との関係にも苦しんだ。
同年11月には勝家の命を受け、金森長近・不破勝光とともに山城宝積寺城（現京都府大山崎町）にあった秀吉を相手に一時的な和議の交渉を行った。
天正11年（1583年）4月、利家は賤ヶ岳の戦いにおいて、5,000ほどを率いて柴田軍として布陣したが、戦わないうちに戦線を放棄するような動きがあり、これは秀吉の勧誘に利家が早くから応じていたからではないかと推測される。合戦のたけなわで突然撤退し、羽柴軍の勝利を決定づけた。ただし、陪臣の横山長隆（利長の重臣で加賀八家・横山家の祖）が殿を務めて戦死したという通説と矛盾する逸話もある。利家は越前府中城（現福井県武生市）に籠るが、敗北して北ノ庄城へ逃れる途中の柴田勝家が立ち寄ってこれまでの労をねぎらい、湯漬けを所望したという逸話が残る（『賤岳合戦記』）。その後、府中城に使者として入った堀秀政の勧告に従って利家は降伏し、北ノ庄城攻めの先鋒となった。戦後本領を安堵されるとともに佐久間盛政の旧領・加賀国のうち二郡を秀吉から加増され、本拠地を能登の小丸山城から加賀の金沢城に移した。
佐久間盛政は一向一揆の拠点であった尾山御坊の後に城を築いた際に現地の地名にちなんで金沢城と命名したが、利家は盛政色の排除と一向衆との融和、更に自身の出身地である「尾張国」にも通じることから、金沢城を「尾山城」と改名した。だが、尾山御坊以前から使われていた金沢の地名が定着していたために、利家の晩年もしくはその没後に「金沢城」に名称が戻され、後世に伝えられることになる。

### 小牧・長久手の戦い
天正12年（1584年）、秀吉と徳川家康・織田信雄が衝突した小牧・長久手の戦いでは、佐々成政が家康らに呼応して加賀・能登国に侵攻したが、末森城で成政を撃破した（末森城の戦い）。4月9日の長久手の戦いでは秀吉方は敗北を喫したが、その後も両軍の対陣が続いて戦線は膠着状態となった。この間、丹羽長秀と共に、北陸方面の守備を委ねられていた利家は北陸を動かなかった。
末森城の戦いに勝った利家は、続いて加賀越中国境の荒山・勝山砦を攻略、越中国へも攻め込んだ（奥村氏文書）。9月19日、利家は秀吉より一連の戦いの勝利を賀されている（前田育徳会文書・温故足徴）。
成政との戦いは翌年まで持ち越され、その間に利家は上杉景勝と連絡をとって越中国境に進出させたり、成政の部将となっている越中国衆・菊池武勝に誘いの手を伸ばしたりしている。また、兵を派遣して越中国を攻撃した。天正13年（1585年）、3月に秀吉は雑賀衆を鎮圧。6月には弟・羽柴秀長を大将として四国へ遣わし、これを平定した。

### 北陸道の惣職
天正13年（1585年）8月、利家が先導役を果たし、秀吉が10万の大軍を率いて越中国に攻め込むと、佐々成政は降伏した（富山の役）。利家の嫡子・前田利長が越中国の4郡のうち砺波・射水・婦負の3郡を加増され、前田一族で76万5千石に達す。同年4月に、越前国の国主である丹羽長秀が没したのち、丹羽家は国替えとなり、それに伴い利家は豊臣政権下における北陸道の惣職ともいうべき地位に上った。秀吉から諸大名の窓口としての機能を求められたのである、とりわけ蒲生騒動の件では徳川家康に代わって奔走し、秀吉から処分の取り消しを引き出した。
天正13年（1585年）7月、秀吉は関白に任官し、9月に秀吉が豊臣姓を賜ると、天正14年（1586年）に利家に羽柴氏（名字）を名乗らせ筑前守・左近衛権少将に任官させている（前田家譜）。天正16年（1588年）には秀吉から豊臣姓（本姓）をも下賜された。
天正14年（1586年）7月から同15年（1587年）4月にかけて、利家は秀吉の九州征伐において、8,000の兵で畿内を守備した。息子の利長が九州まで従軍している。
天正18年（1590年）1月21日、参議に任じられる（前田家譜）。また、秀吉が主催した北野大茶湯や後陽成天皇の聚楽第行幸にも陪席する。その後は奥州の伊達政宗などに対して上洛を求める交渉役となる。
北条氏制圧のための小田原征伐では北国勢の総指揮として上杉景勝・真田昌幸と共に上野国に入り、北条氏の北端要所の松井田城を攻略、他の諸城も次々と攻略した。続いて武蔵国に入り、鉢形城・八王子城を陥す（上杉家文書・前田家譜）。7月5日、北条氏は降伏。陸奥国の伊達政宗もこの時すでに小田原に出向いて降参していたが、彼に対する尋問は利家らが行ったという（伊達治家記録）。先に上洛を促していることや、秀吉への奏者を務めていることなど、利家は伊達政宗や南部信直との外交についても取次をしており、南部信直との交渉は天正14年8月ごろから確認される。小田原落城後、秀吉は奥羽へ軍を進める。秀吉自身は8月に帰陣の途についたが、利家らは残って奥羽の鎮圧に努めた。

### 文禄・慶長の役 - 加能越の太守へ
国内を統一した後の秀吉は唐入り（高麗御陣）、すなわち朝鮮出兵を始める。
天正19年（1591年）8月、秀吉より出兵の命が出され、名護屋城の築城が始められた。
文禄元年（1592年）3月16日、利家は諸将に先んじて京を出陣、名護屋に向かった（言経卿記）。従う兵は8,000というが、嫡子の利長は京に停められている。初め秀吉は自ら渡海する意思を持っていたが、利家は徳川家康と共にその非なるを説き、思い止まらせた。7月22日、秀吉は母・大政所危篤の報を得て、急ぎ帰京する。葬儀を終えて、再び名護屋へ向け大坂を発ったのが10月1日（多聞院日記）。約3ヶ月間名護屋を留守にしていたが、その問、秀吉に代わって諸将を指揮し、政務を行っていたのは、家康と利家であり、のちの五大老の原型がみてとれる。
文禄2年（1593年）1月、渡海の命を受けて準備し、陣立てまで定まったが、間もなく明との講和の動きが進み、結局は渡海に及ばなかった。5月15日、明使が名護屋に着くと、家康・利家の邸宅がその宿舎とされた。8月、豊臣秀頼誕生の報に、秀吉は大坂に戻る。利家も続いて東上し、11月に金沢に帰城した。このときにまつの侍女である千代の方との間に生まれた子供が猿千代、のちの第二代加賀藩主・前田利常である。
文禄3年（1594年）1月5日、利家は、毛利輝元・上杉景勝と同日に従三位に叙位され、4月7日には2人よりも先に権中納言に任ぜられたことで、これまで輝元・景勝の後塵を拝していた官位の序列の面において逆転することになる。これは、秀吉が利家を徳川家康に対抗させ、豊臣一族を補佐させる存在にすべく、儀礼的な面でも序列の引き上げを図ったものとみられている。利家と秀吉からの古くからの関係もあるが、五大老とされた諸大名の中で唯一の織田家臣系の大名であったという点でも家康を牽制する存在として期待されたと推測されている。
文禄4年（1595年）、越中の残る新川郡をも利長に加増、重臣の青山吉次が上杉家の越中衆（土肥政繁・柿崎憲家）から天神山城や宮崎城を受け取る。前田家の石高は加能越にまたがり83万石余（うち越中守山は利家監督のもと利長が統治、能登小丸山は生前より利政に分与）となり利家の生涯で最大となる。

### 五大老・秀頼の傅役
慶長3年（1598年）になると、秀吉と共に利家も健康の衰えを見せ始めるようになる。3月15日に醍醐の花見に妻のまつと陪席すると、4月20日に嫡子・利長に家督を譲り隠居、湯治のため草津に赴いた。この時、隠居料として加賀石川郡・河北郡、越中氷見郡、能登鹿島郡にて計1万5千石を与えられている（加賀藩歴譜）。しかし、実質的には隠居は許されず、草津より戻った利家は、五大老・五奉行の制度を定めた秀吉より大老の一人に命じられる。しかも家康と並ぶ大老の上首の地位であった。なおこの政治体制を「秀吉遺言覚書体制」と言う。そして8月18日、秀吉は、利家らに嫡子である豊臣秀頼の将来を繰り返し頼み没する。
慶長4年（1599年）元旦、諸大名は伏見に出頭し、新主秀頼に年賀の礼を行った。利家は病中ながらも傳役として無理をおし出席、秀頼を抱いて着席した。そして、10日、秀吉の遺言通り、家康が伏見城に利家が秀頼に扈従し大坂城に入る。以後、秀頼の傅役として大坂城の実質的主となる（言経・利家夜話）。

### 最期
しかし、間もなく家康は亡き秀吉の法度を破り、伊達政宗・蜂須賀家政・福島正則と無断で婚姻政策を進めた。利家はこれに反発し、諸大名が家康・利家の両屋敷に集結する騒ぎとなった。利家には、毛利輝元・上杉景勝・宇喜多秀家の三大老や五奉行の石田三成、また後に関ヶ原の戦いで家康方につくこととなる武断派の細川忠興・浅野幸長・加藤清正・加藤嘉明らが味方したが、2月2日に利家を含む四大老・五奉行の9人と家康とが誓紙を交換、さらに利家が家康のもとを訪問し、家康は利家の勧めで三成の屋敷がある伏見城治部少輔曲輪直下にある自身の屋敷から、対岸の向島城へ移ること等で和解した。
この直後、利家の病状が悪化し、家康が病気見舞いのため利家邸を訪問した。この時、利家は抜き身の太刀を布団の下に忍ばせていたというエピソードが残っている（『浅川聞書』）。
慶長4年閏3月3日（1599年4月27日）、利家は大坂の自邸で病没した。享年62（満60歳没）。 法名は高徳院殿桃雲浄見大居士。
利家の死後、家康により加賀征伐が検討される。利長は母の芳春院（まつ）が人質になる条件を受け入れ、加賀征伐は撤回された。

## 人物・逸話

### 武勇
- 利家は三間半柄（約6m30cm）の長く派手な造りの槍を持ち歩き、初陣以降、緒戦で槍先による功を挙げた武辺者であったため、槍の又左の異名で称えられた。
  - 元服前の小姓・前田犬千代として初陣した萱津の戦いでは、合戦の際に目立つ様、自ら朱色に塗った上記の三間半柄の槍を持って首級ひとつを挙げる功を立て、信長は「肝に毛が生えておるわ」と犬千代を賞賛した。
  - 元服直後に参戦した稲生の戦いでは、合戦中に敵方の宮井勘兵衛により右目の下に矢を受け、味方が引くことを促すも、「まだ一つも首級を挙げてない」と顔に矢が刺さったまま敵陣に飛び込み、弓を射た宮井本人を討ち取る功を立て、信長が大いに喜び、「犬千代はまだかような小倅ながらもこのような功を立てたぞ」と、合戦中に味方を鼓舞したとの逸話が残る。この時、利家は矢を抜くことなく戦後の首実検にも参加したという。
  - 稲生の合戦の後、浮野の戦いでも槍先による功を挙げ、この戦いの際に槍の又左の異名がついたとも言われる。
  - 姉川の浅井攻めでは浅井助七郎なる者を討ち取るなどの活躍をみせ信長から「今にはじまらず比類なき槍」と賞賛され、1570年の石山合戦では、春日井堤を退却する味方の中でひとり踏みとどまって敵を倒し、無事味方を退却させたことから「日本無双の槍」「堤の上の槍」と称えられている。
- 長篠の合戦では撤退する武田軍を追撃している際に、弓削左衛門なる者に右足を深く切り込まれる重傷を負い、危うく命を獲られそうになった所を家臣の村井長頼に助けられ一命を得た。
- 加藤清正は利家からあまり兵法や軍略の話を聞かないと言った嫡子・利長に対し、「あれ程武略に通じた父上がおられるのに勿体ない」と言って羨ましがったという。利家は生涯38の戦に参戦し、その戦い方は織田信長の下で得たものであった。普段から合戦については「合戦の際は、必ず敵の領内に踏み込んで戦うべきだ、わずかでも自分の領国へ踏み込まれてはならない。信長公がそうであった。」と説いていた。またある時、女婿の宇喜多秀家が利家の戦法を質したところ、「先手にいくさ上手な者を一団、二団と配備し、大将は本陣にこだわらず馬を乗り回し、先手に奮戦させて思いのままに兵を動かす」という信長流の戦い方を語ったという。
- 大坂城の天守に夜な夜な幽霊が出るという噂が立ったとき、自ら肝試しを志願して一晩過ごし、何ごともなかったように天守から戻ってきたため、秀吉から豪胆ぶりを讃えられたと言われている。また、この時に天下五剣の一つ大典太を下賜されたと言われている。

### 身体的特徴
- 細身で端正な顔立ちの美貌で知られた。小姓時代にはその容姿のために信長から寵愛を受けていた。
- 6尺近い（約180cm〜181cm）を誇る類稀なる恵まれた体格の持ち主で（遺された利家の着物から推定6尺近くとされている）、前述のように顔も端正であったことから、非常に見栄えのいい武将であったと言われている。
- 利家の烏帽子兜は大きいが、合戦用の小型の烏帽子兜も使用しており、石川県立歴史博物館には、行軍用兜の横に合戦用兜が展示してある。

### 頭脳
- 「槍の又左」と呼ばれ勇名を馳せる一方、計算高く世渡り上手な一面もあった。賤ヶ岳の戦いの際、柴田勝家を裏切りながら落ちてきた勝家を厚遇し、裏切ったという印象を薄めたり（先述したように勝家と秀吉との人間関係に苦しんだうえでの対応もあったが）、秀頼の後見人として豊臣家を支えつつも、死の間際、利家の病床を見舞いに来た家康に息子の利長のことを頼んだとの話が残ったりもしている。一方で、利家が布団の下に抜き身の刀を忍ばせていたというエピソードが残っていたり、上記の話が江戸時代に幕府に提出するために作られた二次史料で、外様の大大名であった前田家が徳川家に媚びるため創作された記述とも言われ真偽は不明である。
- 前田家の決済はすべて利家自身で行ったため、愛用の算盤が家宝として残っている。利家は笄斬りによる2年間の浪人生活で金の大切さを身をもって知り、後年には「金があれば他人も世の聞こえも恐ろしくはないが、貧窮すると世間は恐ろしいものだ」とつねづね口にしていた。
  - 時には芳春院（まつ）に「吝嗇」と揶揄されたこともある利家ではあるが、北条家滅亡後に家来を養えず困っている多くの大名に金を貸しており、遺言においては「こちらから借金の催促はしてやるな、返せない奴の借金はなかったことにしてやれ」と利長に命じている事実が存在する。また死の際には、「御家騒動はいつも先代の不始末が原因だ、自分の死後、奉行らにあらぬ疑いをかけられては気の毒だ」と言ってありとあらゆる書類に対し花押を押してから没した。
- 後年には漢籍などの学問も学び、茶の湯、能などの文化的活動も積極的に行った。茶道は千利休・織田有楽に学び、茶入は秀吉から譲られた名品で天下三茄子の一つに数えられる「富士茄子」であった。利家はこの中でも特に能を好み、気晴らしや社交術として三日に一度は稽古をする程の熱の入れようであったという。
- 利家は秀吉の禁教令により、改易されたキリシタン大名の高山右近を庇護し、築城術や科学の知識豊かな右近を高く評価し、屋敷や3万石の禄を与えたりなどをしている。小田原征伐、文禄・慶長の役の後には嫡子・利長が金沢城の整備などを命じるなど、右近を参謀として重用し、親しい関係が続いた。

### 人柄・対人関係
- 傾奇者であり、若年のころは派手な拵えの槍を持って歩いたので、「又左衛門の槍」といって人々から避けられていた（『亜相公御夜話』）。利家は晩年になっても多少とも傾奇の傾向のある若者を愛したという[7]。
- 小姓時代には信長から寵愛を受け、衆道（男色）の相手も務めていたことが加賀藩の資料『亜相公御夜話』に「鶴の汁の話（信長に若いころは愛人であったことを武功の宴会で披露され皆に羨ましがられた時の逸話）」として残されている。同じく信長の小姓として有名な森成利（蘭丸）や堀秀政にも衆道を務めていたとの説が存在するものの、実際に衆道の有無を記した資料は殆ど存在しないため、この『亜相公御夜話』に記されたエピソードはとても珍しいものとされている。一方、乃至政彦はこの文章を単純に「不寝番として側近く仕えるほどに親しく接したことを誇っただけ」と見る仮説を立てている[39]。
- 織田政権時代は同輩、豊臣政権時代では主となる秀吉とは、清洲時代に隣同士、安土時代に向かい同士の住居であったこともあってか、秀吉が足軽時代から夫婦共に親しく、天正2年（1574年）には子供のなかった秀吉夫婦に四女の豪姫を授ける程の関係であり、秀吉と敵対関係になった賤ヶ岳以降、家臣として秀吉に下った後も二人で灸をすえ合うなど友人関係を内密で続けたという。足軽あがりの秀吉と、傍流ながら豪族出身の利家は当初懸隔した身分であったが、一時利家が浪人したこともあって、同様な関係から追い越されていった織田家臣たちに比べてわだかまりが少なく、対等に近い友人関係からスムーズに主従関係へと転じていった。利家はその信頼から晩年の秀吉に意見できる、数少ない人物でもあった。また秀吉は遺言覚書の中で利家の性格を「律義者」であると呼びかけており[40]、そのため秀頼の後見人を任せたと思われる。但し、利家の遺言状に豊臣家の名はなく、織田家の名前と織田家に対する忠義のみを記しているだけである。
- 豊臣政権では諸大名の連絡役などを務めたこともあり、多くの者達に慕われたという。秀吉側近の大野治長は「御位も国数も大納言様（利家）は下なれども、お城にて人々用ひ（人々の尊信）は、五雙倍にも大納言様つよく候。これは第一御武辺者なり。さてまた太閤様（秀吉）御前よき故にても候由、お城にても道中にても、内府（家康）より人々あがまへ、我らまでも心いさみ申す」と語っている（利家は家康より官位も領国石高も下だが、彼は武勲の者であり秀吉に信頼されているため、人望は利家のほうがはるかに大きい、という意）。なかでも傍輩衆の、蒲生氏郷、宇喜多秀家、浅野長政、毛利秀頼らから慕われたようである。
- 上記の者たちに留まらず、加藤清正・福島正則らに代表される武断派と呼ばれる者達からも尊われていた利家は、秀吉死後の石田三成や小西行長らの文治派と武断派との争いの仲裁役として働いた。なかでも清正は若き頃より武勇に優れていた利家を尊敬していたと言われ、事実、利家存命中は姻戚問題で利家邸、家康邸に各大名が集結する騒ぎとなった際も、姻戚問題を起こした当人にも関わらず利家邸に出席している。また利家が没すると、その直後に清正を含む武断派七将が、石田三成を襲撃する騒ぎが起こっている。
- 家康の法度破りで諸大名が家康・利家両邸に集まる騒ぎとなった際、利家を含む四大老・五奉行の9人と家康とが誓紙を交換し、一応の和解となり、両者の衝突を回避しようとする細川忠興、浅野幸長らの取り成しにより、利家が家康のもとを訪問することとなった。この時、利家は息子の利長に「秀吉は死ぬ間際まで秀頼様を頼むと言っていたのに、家康はもう勝手なことをしている、儂は家康に約束を守らせるために直談判に行く。話が決裂すれば儂はこの刀で家康を斬る。もし儂が家康に斬られたら、お前が弔い合戦をしろ」と言って伏見城に向かった。（利家公御夜話）
- 危篤の際には自ら経帷子を縫い、利家に着せようとするまつ（芳春院）が「あなたは若い頃より度々の戦に出、多くの人を殺めてきました。後生が恐ろしいものです。どうぞこの経帷子をお召しになってください」と言うと利家は、「わしはこれまで幾多の戦に出て、敵を殺してきたが、理由なく人を殺したり、苦しめたことは無い。だから地獄に落ちるはずが無い。もし地獄へ参ったら先に行った者どもと、閻魔・牛頭馬頭どもを相手にひと戦してくれよう。その経帷子はお前が後から被って来い」と言って着るのを拒んだといい（古心堂叢書利家公夜話首書）、一説には死の床でのあまりの苦痛に腹を立て割腹自殺をしたともいう。のちに徳山則秀からこの話を聞いた家康は「天晴れ」と賞賛したという（富田景周の『越富賀三州志』）。
- 加賀にはこのような歌が遺されている。「天下 葵よ 加賀様 梅よ 梅は葵の たかに咲く」「三葉葵紋の徳川家よ 剣梅鉢紋の前田家よ 梅の花は葵より高い所に咲く」という意味である。家康と利家は秀吉の時代、五大老の一番の上座に肩を並べて座っていたが秀吉が死ぬと徳川家が天下をおさめる大将軍となった。前田家は大々名であるとはいえ、徳川家の家来にならなければならなかった。その時の運に対し、加賀の人々はその口惜しさを歌ったと伝えられている。
- 阿波隼人という老侍が利家に拝謁したとき、老齢で長袴のためつまずいて転んでしまった。それを見た家臣らは大笑いしたが、利家は「静まれ。老人とはこうした過ちが多いものだ。それなのに助けもせず笑うとは何ごとか。許せぬ。笑っていた者は切腹いたせ」と激怒した。家臣らは震え上がり、阿波も利家が自分をかばってくれたことに感謝するも切腹まではという気持ちもあり、利家に切腹命令を取り下げてもらうように嘆願したと伝わる（『明良洪範』）。
- 種村某という勇士が柴田氏にいた。利家は彼の武勇を認めて家臣にしたいと考えたが種村は応じなかった。利家は種村が琵琶好きだと聞いて、白雲という琵琶を贈って家臣になるよう誘った。種村も遂に折れて前田の家臣となり、佐々成政の朝日山合戦で大活躍した（『常山紀談』）。
- 佐々成政が末森城を攻めたとき、近習の戸田与五郎なる者が2人の豪族への出兵命令を伝える使者になった。しかし戸田は豪族の説得に手間取って遅参した。利家は激怒し、戸田は討死覚悟で手柄を立てた。利家は激怒することで戸田が面目躍如のために手柄を立てると計算していたのである（熊沢猪太郎の『武将感状記』）。
- 義理の甥である前田利益（慶次郎）とはソリが合わなかったと後年の逸話集などには記述されるが、同時代における史料や文書、利家の回顧録などにはその様な記述はない。ただし、利益に付き従った野崎知通による回顧録には、利家の嫡子利長と利益が不仲であったとされる記述は存在する。また、利益出奔の際にイタズラで利家を水風呂に入れたとの逸話があるが、この逸話の初出は江戸後期の随筆集『翁草』であり、後年の創作である可能性が高い。
- 桶狭間の戦いの前年、普段から信長配下の武将に対して横柄な態度が多かったという信長お気に入りの茶坊主の拾阿弥が、利家佩刀の笄（こうがい、妻のまつからもらったものともいわれる）を盗み、利家を激怒させた。利家は拾阿弥を成敗すると言って聞かなかったが、信長の取り成しで一時はこれが収まり大事には至らなかった。しかし、その後も拾阿弥は利家に対し度重なる侮辱を繰り返したため、利家は許可なしに信長の面前で拾阿弥を斬殺し、織田家を出奔する。この事件は世に「笄斬り」とよばれる。後年、この時期のことを語る際は、必ず「落ちぶれているときは平素親しくしていた者も声をかけてくれない。だからこそ、そのような時に声をかけてくれる者こそ真の友人（信用できる人物）だ」と言っている。

### 墓所
石川県金沢市野田町の野田山墓地、金沢市宝町の宝円寺。

### 肖像画
肖像画は開禅寺所蔵のもののほか数点。利家着用であったと伝えられる武具も現存する。

## 官歴
※日付＝旧暦
- 天正14年（1586年）3月22日 - 従四位下・左近衛権少将兼筑前守に叙任。昇殿を聴される。
- 天正17年（1589年）4月 - 右近衛権中将に転任。筑前守如元。
- 天正18年（1590年）
  - 1月22日 - 豊臣利家として、正四位下に昇叙し、参議に補任。清華家の家格に列す（『時慶御記』）。
  - 10月20日 - 参議辞職。
- 文禄3年（1594年）
  - 4月1日 - 従三位・権中納言に昇叙転任。
  - 5月20日 - 権中納言辞任。
- 慶長元年（1596年）5月11日 - 従二位・権大納言に昇叙転任。
- 慶長2年（1597年）1月16日 - 権大納言辞任。
- 慶長3年（1598年）7月 - 豊家五大老の一角として就任。
- 慶長4年（1599年）
  - 閏3月3日 - 薨去。
  - 閏3月24日 - 贈従一位。

## 系譜
- 父母
  - 父：前田利昌
  - 母：長齢院
- 正室：まつ（芳春院）
  - 長女：幸 - 前田長種室
  - 長男：前田利長 - 加賀藩初代藩主
  - 次女：蕭 - 中川光重室
  - 三女：摩阿姫 - 豊臣秀吉側室→万里小路充房室
  - 四女：豪姫（樹正院） - 豊臣秀吉養女、宇喜多秀家室
  - 五女：与免 - 浅野幸長婚約者
  - 次男：前田利政 - 前田土佐守家祖
  - 七女：千世（春香院） - 細川忠隆→村井長次室
- 側室：千代保（寿福院）
  - 四男：前田利常 - 加賀藩第二代藩主
- 側室：お岩 隆興院 (笠間氏女)
  - 六女：菊 - 豊臣秀吉養女
  - 九女：保智（清妙院） - 武田信吉婚約者、篠原貞秀室
  - 男児3人早世
- 側室：お在 金晴院（小塚氏女）
  - 八女：福（高源院） - 長好連→中川光忠室
  - 三男：前田知好
- 側室：お幸和・阿古和 明運院（山本氏女）
  - 五男：前田利孝 - 七日市藩初代藩主
- 側室：阿千代 逞正院
  - 六男：前田利貞
- 不詳
  - 女児 - 早世

- 養子
- 女子：福寿院 - 水野忠清室、家臣小林氏娘
- 子孫
  - 前田利家・まつ - 千世（細川忠隆（長岡休無）室） - 徳（西園寺実晴室） - 公満 - 女（久我通名室） - 広幡豊忠 - 女（正親町実連室） - 公明 - 実光 - 雅子（仁孝天皇典侍） - 孝明天皇 …（以降歴代天皇）

## 家臣
- 譜代
  - 奥村永福
  - 篠原一孝
  - 木村三蔵
- 荒子衆
  - 村井長頼
  - 高畠定吉
- 与力衆
  - 岡島一吉
  - 長連龍
  - 富田重政